# Adeoye Adetunji
Adeoye Adetunji (ur. 28 listopada 1957) – nigeryjski bokser wagi lekkośredniej, uczestnik Letnich Igrzysk Olimpijskich 1980.
Podczas igrzysk w Moskwie startował w tejże wadze. W pierwszej rundzie miał wolny los. W drugiej przegrał z późniejszym brązowym medalistą, reprezentantem NRD Detlefem Kästnerem (1–4).